# Oratorio di San Niccolò
L'oratorio di San Niccolò si trova a Vernio in provincia di Prato.

## Storia e descrizione
Fu costruito per volere del conte Ridolfo de' Bardi (1618-1702) che destinò un ingente patrimonio per creare una Compagnia che provvedesse alle necessità degli abitanti più bisognosi. In soli quattro anni dalla morte del conte Ridolfo, su progetto di Giovan Battista Bettini fu costruito l'oratorio, fu riadattato il contiguo palazzo padronale e realizzata la Galleria; i lavori erano completati nel 1706.
In posizione scenografica oltre il ponte sul Fiumenta, l'oratorio presenta una facciata di linee semplici e slanciate, con lesene binate, timpano, e scala a doppia rampa. Il vestibolo conserva una pala del Sagrestani (1705) e varie opere in bronzo di Massimiliano Soldani Benzi (due acquasantiere e due notevoli rilievi col ritratto del conte Ridolfo, e con un'allegoria). La vasta aula dell'oratorio, di forme classiche e severe, ha soffitto ligneo a cassettoni, e pareti segnate da lesene angolari e trabeazione continua. Una serie di dipinti e i pancali settecenteschi compongono l'arredo della sala.
Il raffinato, imponente altar maggiore (vicino a quello di Montevarchi, progettato dal Soldani) fu progettato dal Bettini, e accoglie una grande Madonna col Bambino in gloria e l'elemosina di san Niccolò (1705), tela di Giovanni Antonio Pucci.

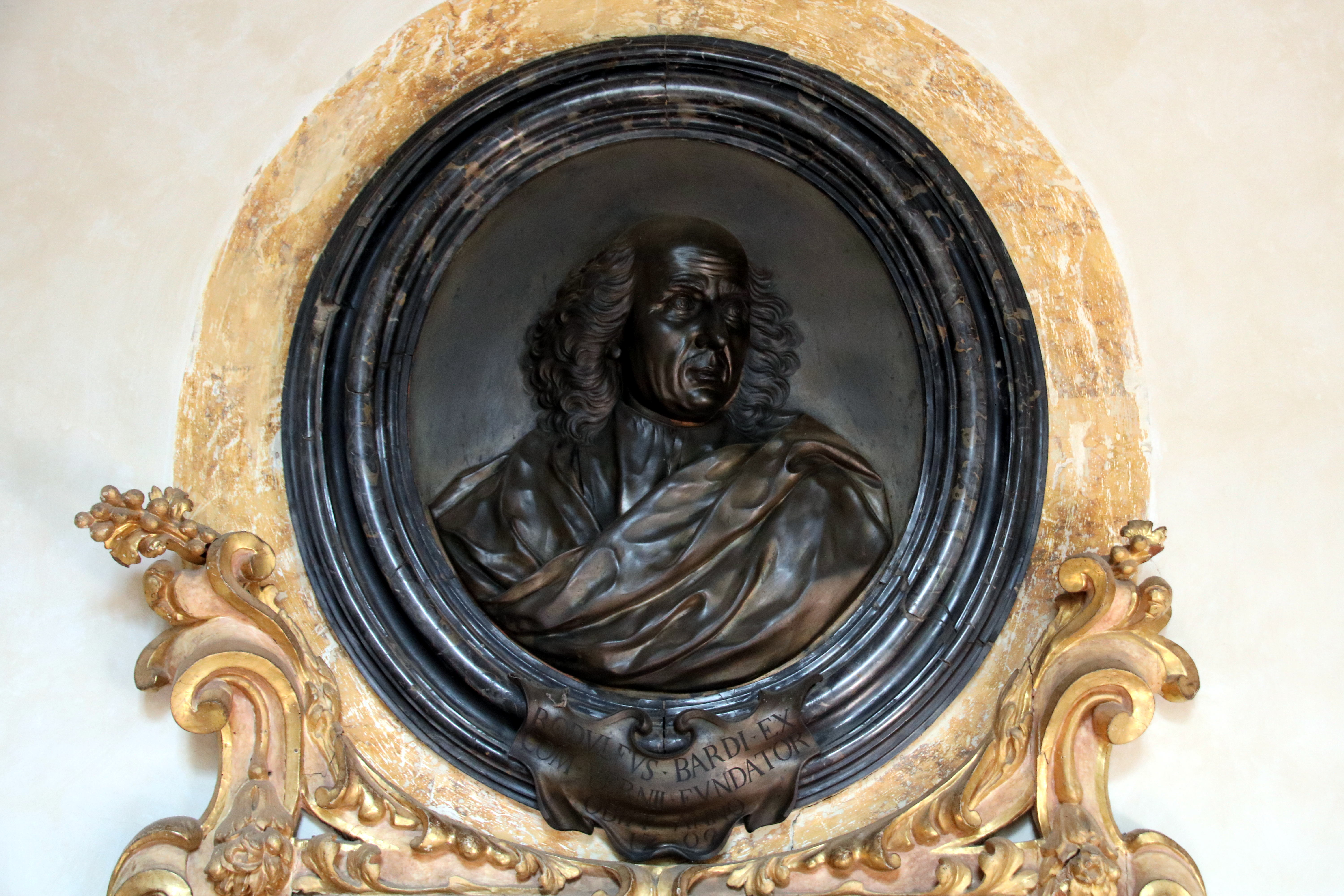
Massimiliano Soldani Benzi, Ritratto del conte Ridolfo de' Bardi, sec. XVIII
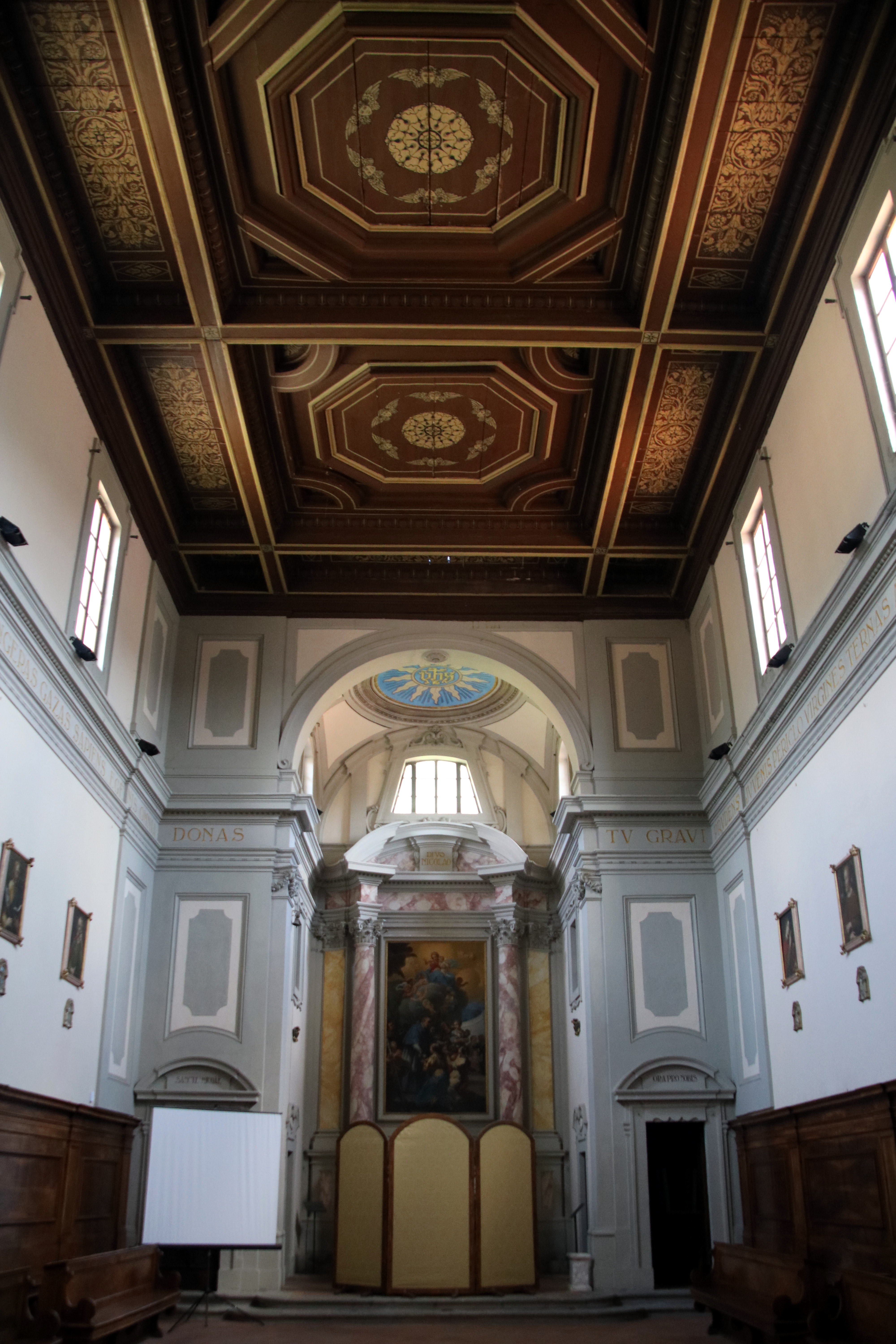
Oratorio di San Niccolò (Vernio), interno